# Antero Leivas
Antero Moreira Leivas (Pelotas, 5 de outubro de 1899 — Pelotas, 23 de setembro de 1978) foi um político brasileiro. Exerceu o mandato de deputado federal constituinte pelo Rio Grande do Sul em 1946.